# Robert Dittmann
Robert Dittmann (*1980) je český lingvista a filolog.
Působí jako odborný asistent v Ústavu českého jazyka a teorie komunikace Filozofické fakulty Univerzity Karlovy. Zabývá se historickým vývojem češtiny, zejména biblickým překladem v 16. století (Biblí kralickou) a biblickou onomastikou, fonologickým vývojem, češtinou v kontaktu s jinými jazyky (hebrejština ve středověku, český jazyk v zahraničí v 19.–21. století) a dále dějinami bohemistiky za totality.